# Совершенная дизъюнктивная нормальная форма
Соверше́нная дизъюнкти́вная норма́льная фо́рма (СДНФ) — одна из форм представления функции алгебры логики (булевой функции) в виде логического выражения. Представляет собой частный случай ДНФ, удовлетворяющий следующим трём условиям:
- в ней нет одинаковых слагаемых (элементарных конъюнкций);
- в каждом слагаемом нет повторяющихся переменных;
- каждое слагаемое содержит все переменные, от которых зависит булева функция (каждая переменная может входить в слагаемое либо в прямой, либо в инверсной форме).

Любая булева формула, не являющаяся тождественно ложной, может быть приведена к СДНФ, причём единственным образом, то есть для любой выполнимой функции алгебры логики существует своя СДНФ, причём единственная.

## Краткая теория
ДНФ представляет собой «сумму произведений», причём в качестве операции «умножения» выступает операция И (конъюнкция), а в качестве операции «сложения» — операция ИЛИ (дизъюнкция). Сомножителями являются различные переменные, причём они могут входить в произведение как в прямом, так и в инверсном виде.
Ниже приведён пример ДНФ:
{\displaystyle F(A,B,C,D,E)={\bar {A}}B+A{\bar {B}}E+B{\bar {C}}D.}
В составе ДНФ, вообще говоря, могут присутствовать повторяющиеся слагаемые, а в составе каждого слагаемого — повторяющиеся сомножители, например:
{\displaystyle F(A,B,C,D,E)={\bar {A}}B{\bar {B}}+A{\bar {B}}EA+B{\bar {C}}D+B{\bar {C}}D.}
С математической точки зрения такое клонирование бессмысленно, так как в булевой алгебре умножение любого выражения на само себя и сложение выражения с самим собой не меняет результата ({\displaystyle x+x=x;x\cdot x=x}), а сложение выражения с собственной инверсией и умножение на собственную инверсию даёт константы ({\displaystyle x+{\bar {x}}=1;x\cdot {\bar {x}}=0}).  В последнем выражении можно удалить повторяющиеся слагаемые и сомножители следующим образом:
{\displaystyle F(A,B,C,D,E)={\bar {A}}B{\bar {B}}+A{\bar {B}}EA+B{\bar {C}}D+B{\bar {C}}D={\bar {A}}\cdot (B{\bar {B}})+(AA)\cdot {\bar {B}}E+B{\bar {C}}D={\bar {A}}\cdot 0+A{\bar {B}}E+B{\bar {C}}D=A{\bar {B}}E+B{\bar {C}}D.}
По этой причине ДНФ с повторяющимися слагаемыми и сомножителями используются обычно только со вспомогательными целями, например, при аналитическом преобразовании выражений.
СДНФ является канонической формой представления булевой функции в виде ДНФ, в которой повторы слагаемых и сомножителей запрещены. Кроме того, в каждом слагаемом должны присутствовать все переменные (в прямой или инверсной форме).
Ниже приведён пример СДНФ:
{\displaystyle F(A,B,C,D,E)={\bar {A}}BCDE+A{\bar {B}}C{\bar {D}}E+AB{\bar {C}}D{\bar {E}}.}
Значение СДНФ состоит в том, что
- для каждой конкретной функции её СДНФ единственна и однозначна;
- СДНФ имеет однозначное соответствие с таблицей истинности функции. Каждое слагаемое СДНФ соответствует одной строке в таблице истинности, где функция равна единице. Таким образом, число слагаемых в СДНФ равно числу единичных значений, которые принимает булева функция в своей области определения;
- СДНФ элементарно получается из таблицы истинности функции;
- СДНФ удобна в качестве базового выражения для минимизации функции, в ней особенно просто находятся слагаемые, пригодные для «склейки».

## Пример нахождения СДНФ
Для того, чтобы получить СДНФ функции, требуется составить её таблицу истинности. К примеру, возьмём одну из таблиц истинности:
| {\displaystyle x_{1}} | {\displaystyle x_{2}} | {\displaystyle x_{3}} | {\displaystyle f(x_{1},x_{2},x_{3})} |
| --------------------- | --------------------- | --------------------- | ------------------------------------ |
| 0                     | 0                     | 0                     | 1                                    |
| 0                     | 0                     | 1                     | 1                                    |
| 0                     | 1                     | 0                     | 1                                    |
| 0                     | 1                     | 1                     | 0                                    |
| 1                     | 0                     | 0                     | 0                                    |
| 1                     | 0                     | 1                     | 0                                    |
| 1                     | 1                     | 0                     | 1                                    |
| 1                     | 1                     | 1                     | 0                                    |

В ячейках результата {\displaystyle f(x_{1},x_{2},x_{3})} отмечаются лишь те комбинации, которые приводят логическое выражение в состояние единицы. Далее рассматриваются значения переменных, при которых функция равна 1. Если значение переменной равно 0, то она записывается с инверсией. Если значение переменной равно 1, то без инверсии.
Первая строка содержит 1 в указанном поле. Отмечаются значения всех трёх переменных, это:
- {\displaystyle x_{1}=0}
- {\displaystyle x_{2}=0}
- {\displaystyle x_{3}=0}

Нулевые значения — тут все переменные представлены нулями — записываются в конечном выражении инверсией этой переменной. Первый член СДНФ рассматриваемой функции выглядит так: {\displaystyle {\overline {x_{1}}}\cdot {\overline {x_{2}}}\cdot {\overline {x_{3}}}}
Переменные второго члена:
- {\displaystyle x_{1}=0}
- {\displaystyle x_{2}=0}
- {\displaystyle x_{3}=1}

{\displaystyle x_{3}} в этом случае будет представлен без инверсии: {\displaystyle {\overline {x_{1}}}\cdot {\overline {x_{2}}}\cdot x_{3}}
Таким образом анализируются все ячейки {\displaystyle f(x_{1},x_{2},x_{3})}. Совершенная ДНФ этой функции будет дизъюнкцией всех полученных членов (элементарных конъюнкций).
Совершенная ДНФ этой функции:
{\displaystyle f(x_{1},x_{2},x_{3})=({\overline {x_{1}}}\land {\overline {x_{2}}}\land {\overline {x_{3}}})\vee ({\overline {x_{1}}}\land {\overline {x_{2}}}\land x_{3})\vee ({\overline {x_{1}}}\land x_{2}\land {\overline {x_{3}}})\vee (x_{1}\land x_{2}\land {\overline {x_{3}}})}